# Down (canción de R.K.M. & Ken-Y)
«Down» es el nombre del sencillo de los cantantes RKM & Ken-Y. Fue publicado en 2006 como el sencillo principal de su primer álbum de estudio titulado Masterpiece.

## Recepción
El sencillo, alcanzó la posición #1 en el Hot Latin Songs de Billboard.

## Video musical
El video musical se basa principalmente en la dolencia del cantante Ken-Y, el cual interpreta el papel del joven que ha sufrido la pérdida por un amor que se ha ido y nunca volverá, las escenas se dan en un cuarto generalmente blanco, intercalando escenas.

## Versiones
Contó con una remezcla con Héctor El Father y una remezcla con el cantante J Balvin, las cuales fueron públicas en 2007.